# Pelvo d'Elva
Il Pelvo d'Elva (3.064 m s.l.m.) è una montagna delle Alpi Cozie (sottosezione Alpi del Monviso), che  domina da un lato la Valle Varaita, dall'altro la Val Maira e di cui Elva è il paese più vicino alla vetta.

## Caratteristiche
La vetta si trova sullo spartiacque principale tra valle Varaita e valle Maira; la sommità è sul confine tra i comuni di Elva in valle Maira, e di Bellino nella valle Varaita di Bellino.
Ha una caratteristica forma piramidale, ben riconoscibile anche in distanza. Si erge sulla cresta spartiacque, che in corrispondenza della montagna ha una direzione generale da nord-est a sud-ovest, direzione in cui prosegue incontrando il monte Camoscere e la rocca la Marchisa. Dalla vetta dirama una cresta secondaria verso nord-ovest, che raggiunge il Brich Camoscera, da cui poi scende con elevata pendenza verso il fondovalle.
Dal punto di vista geologico, la montagna ha una struttura complessa; la vetta e la porzione occidentale sono costituite da quarziti conglomeratiche del Permiano (verrucano alpino), mentre sui versanti settentrionale ed occidentale si ritrovano i calcescisti ofiolitiferi delle pietre verdi di Gastaldi, con locali banchi di calcari della stessa formazione.
La prima ascensione documentata fu realizzata nel 1836 dal capitano Cossato, dello Stato Maggiore del Regno di Sardegna. Il termine pelvo è di origine celtica, e significa alta montagna piramidale, con la punta aguzza ed i fianchi scoscesi; il toponimo Elva deriva dall'occitano elvou, che significa pino cembro.

## Ascensione alla vetta

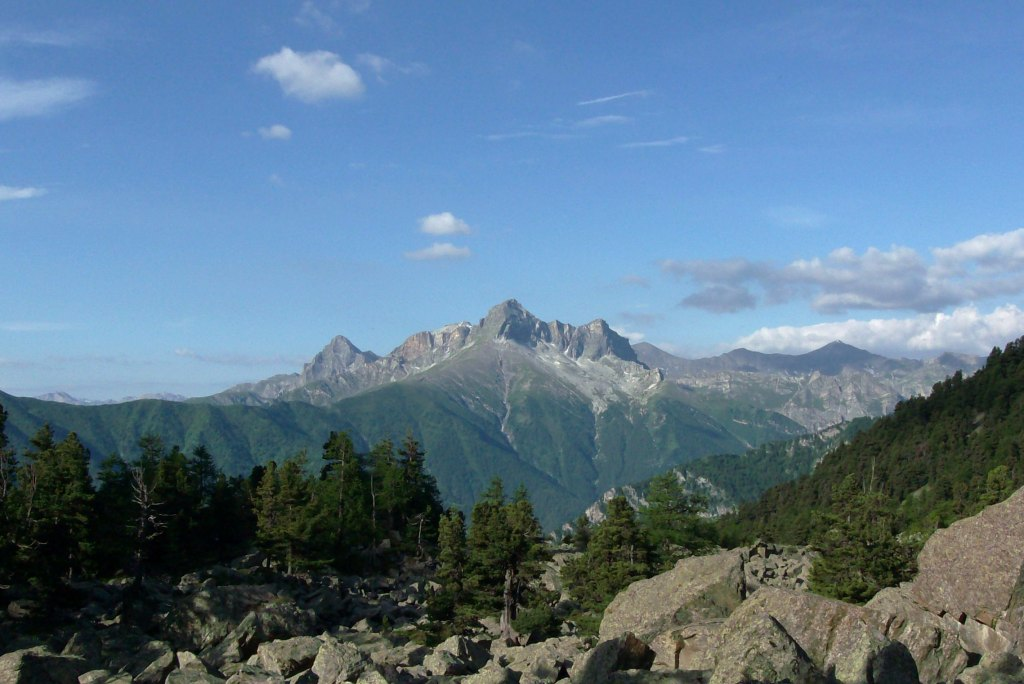
Il Pelvo d'Elva visto dal Vallone dei Duc

La via normale al Pelvo è un itinerario che presenta una difficoltà alpinistica, valutata in F.
Il percorso parte dal colle della Bicocca, e si sviluppa parte in cresta e parte poco sotto di essa, fino a raggiungere la vetta, segnalata da una croce in ferro.
Il colle della Bicocca può essere raggiunto in automobile dal colle di Sampeyre, oppure a piedi dalla frazione Chiesa di Bellino.
Un percorso alternativo parte dalla frazione Chiazale di Bellino; seguendo il sentiero U24, si giunge in cresta, dove ci si ricongiunge al sentiero della via normale.
Un altro percorso alternativo parte ancora da Chiazale, ma segue il sentiero U25 per poi risalire, per traccia di sentiero, al colle Camosciera, sulla cresta sud-occidentale della montagna; risalendo la cresta si arriva alla vetta.

### Percorsi ad anello
Sono possibili alcuni percorsi ad anello che portano a concatenare il Pelvo d'Elva con altri tremila della zona, come il monte Chersogno e la rocca la Marchisa. Questi percorsi originano dalla valle Maira, e sono normalmente più facili, di tipo escursionistico, con una difficoltà valutata in EE. Questi percorsi possono appoggiarsi al bivacco Bonfante, presso il lago Camosciere.

### Accesso invernale
È possibile raggiungere la vetta in inverno con un itinerario di sci alpinismo che, partendo dalla frazione Chiazale di Bellino, sale in cresta e quindi alla vetta.

### Alpinismo

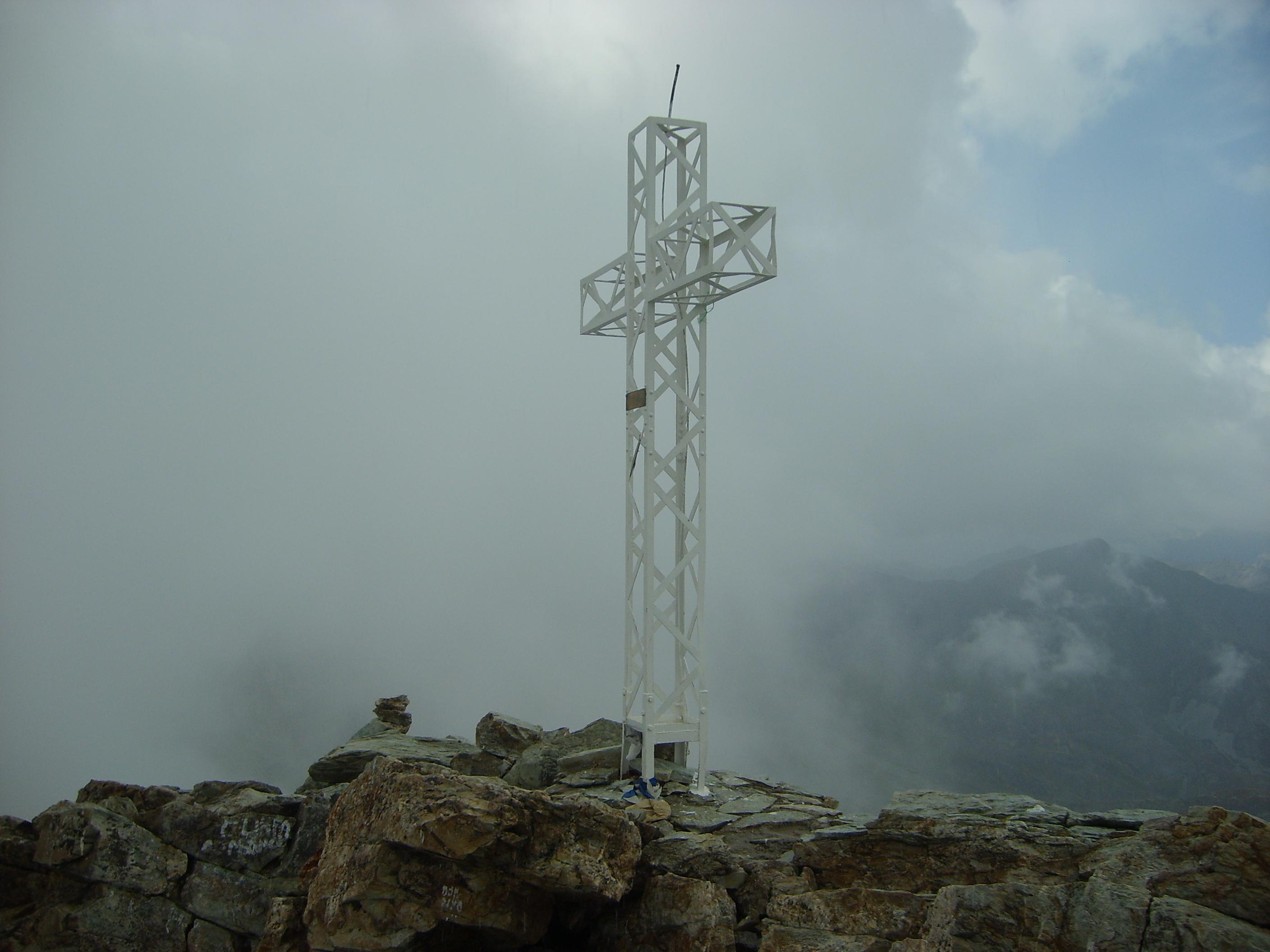
La croce metallica bianca in vetta al Pelvo d'Elva (3.064 m)

Il Pelvo d'Elva offre diverse possibilità alpinistiche, di difficoltà variabile.
Una prima possibilità è una variante alla via normale, che prevede di risalire in vetta seguendo l'intera cresta est. Questa via ha una difficoltà valutata in PD.
Altra via di difficoltà contenuta è il couloir est, raggiungibile da Chiesa di Bellino; si tratta di un percorso di difficoltà F+. Alcuni passaggi sono attrezzati.
Più impegnativa è la via Moby Dick, che si sviluppa sul versante settentrionale, cui si arriva dal colle della Bicocca, seguendo in parte il sentiero della via normale. La via si sviluppa per 400 m su 11 tiri di corda, ed ha una difficoltà valutata in AD+.
Ultimamente è stata aperta una nuova via chiamara Quoziente Intellettivo Zero si sviluppa anch'essa sul versante settentrionale. Difficoltà: D+ max 5c F.lli Walter e Ernesto GALLIZIO

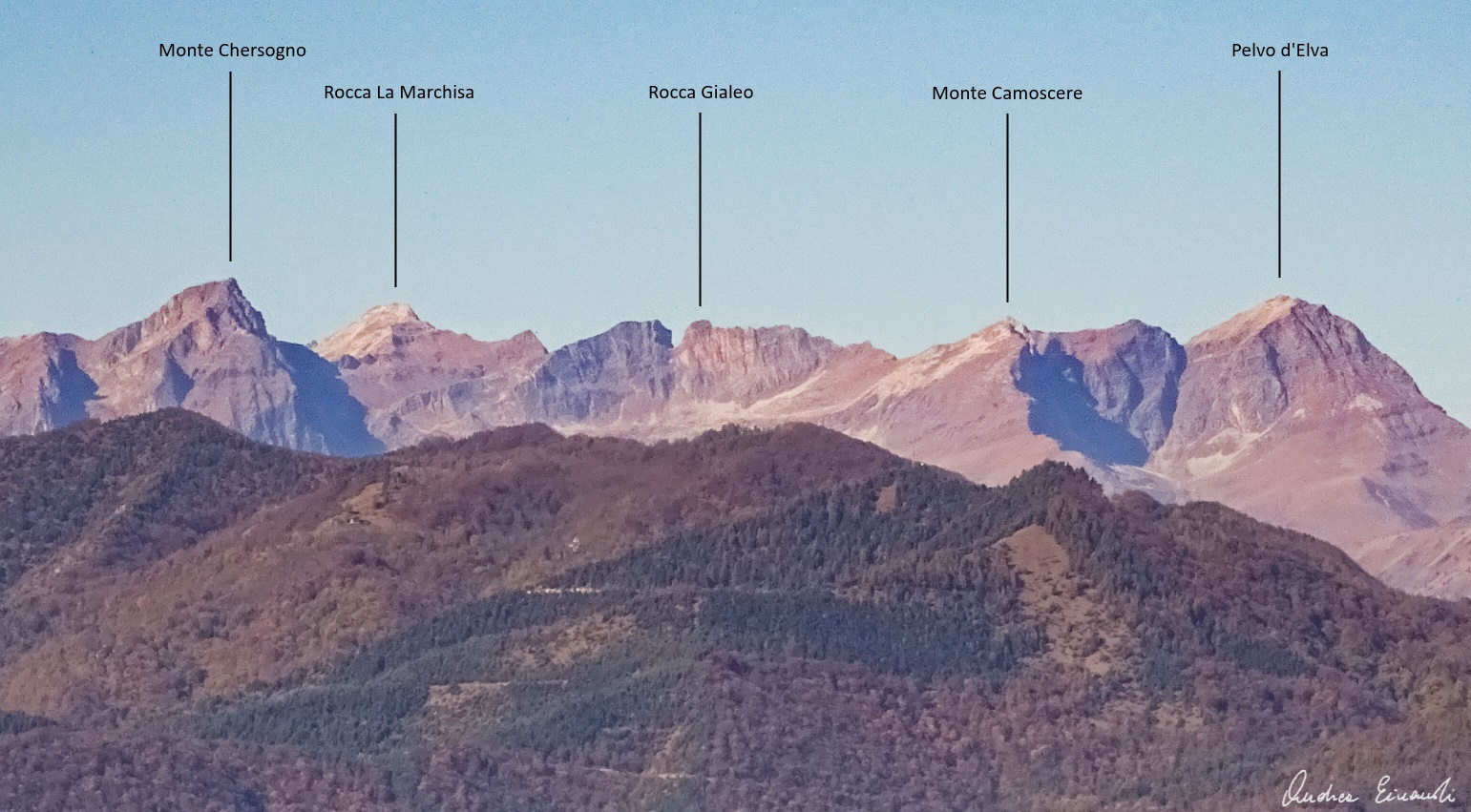
Cime dell'alta valle Maira viste da Cuneo. A destra il Pelvo d'Elva